# Нью-Карролтон
Нью-Карролтон (англ. New Carrollton) — город в округе Принс-Джорджес в штате Мэриленд в Соединённых Штатах Америки.
Согласно данным переписи населения США 2020 года число жителей города 
составляло 13 715 человек, что заметно больше, чем было во время предыдущей переписи (12 928 человек).

## История
Город назван в честь Чарльза Кэрролтона, одного из первых поселенцев Мэриленда подписавшего Декларацию независимости США.
Поскольку два других сообщества Мэриленда также носили название Кэрролтон, избиратели одобрили переименование города в Нью-Кэрролтон на референдуме 2 мая 1966 года.

## География
Согласно данным Бюро переписи населения США, общая площадь города Нью-Карролтон составляет 1,53 квадратных мили (3,96 км2), всю эту территорию занимает суша.
В городе находится конечная наземная открытая станция столичного метрополитена.